# Dog Man Star
《Dog Man Star》是英国另类摇滚乐队山羊皮的第二张专辑，于1994年10月由Nude Records发行。这张专辑于1994年初在伦敦的Master Rock工作室录制，由埃德·布勒制作。这是斯威德最后一张吉他手伯纳德·巴特勒的专辑;他和歌手布雷特·安德森之间日益紧张的关系以巴特勒在录制完成前离开乐队而告终。因此，专辑中的一些曲目必须在会议音乐家的协助下完成。
他们的首张专辑《麂皮》受到了大卫·鲍伊和史密斯乐团的影响，相比之下，《Dog Man Star》展现了更多样化的审美，并吸取了更广泛的影响。虽然这张专辑的销量不如前张专辑，但它在英国专辑排行榜上排名第三，并于1994年11月被BPI认证为黄金唱片。这张唱片被《滚石》杂志描述为“大唱片公司发行过的最矫情的专辑之一”，它是在与他们迄今为止的专辑截然不同的英国音乐氛围中发行的。与主流音乐场景格格不入的是，这支乐队脱离了“英国流行乐队”。
虽然《Dog Man Star》被许多评论家称赞为杰作，但“少年流行”的趋势使其在排行榜和销售上的成功变得模糊。它在当时被普遍忽视，它使美国评论家两极分化，一些人给它贴上自命不凡的标签。随着时间的推移，这张专辑获得了评论家们的广泛赞誉。从2003年Suede离开到《Bloodsports》发行的十年间，Dog Man Star作为一张经典摇滚唱片稳步获得了强大的追随者。2013年10月，《新音乐快递》杂志将这张专辑排在有史以来500张最伟大专辑的第31位。